# 増田明六
増田 明六（ますだ めいろく、1873年〈明治6年〉- 1929年〈昭和4年〉）は、日本の実業家。

## 経歴
明治6年1月生まれ。明治26年、東京高等商業学校を卒業した。
渋沢栄一の秘書役として、白石喜太郎と共に、渋沢関係の各会社で活躍。1909（明治42）年、渋沢栄一が団長を務める渡米実業団に渋沢栄一の随行員として参加。

## 歴任した役職
- 日新護謨株式会社 取締役[2]
- 澁澤同族株式会社 取締役[2]
- 魚介養殖株式会社 取締役[2]
- 東京貯蓄銀行株式会社 監査役[2]
- 磐城炭鉱株式会社 監査役[2]
- 澁澤倉庫株式会社 監査役[2]
- 東京運河土地株式会社 監査役[2]
- 秩父セメント株式会社 監査役[2]
- 扶桑海上火災保険株式会社 監査役[2]
- 仏国通商株式会社 監査役[2]